# Josef Horesj
Josef (Pepi) Horesj (Wenen, 22 december 1923 – 11 augustus 1974) was een Oostenrijks voetballer en voetbaltrainer. Hij was onder andere coach van VVV.

## Carrière
Na zijn spelersloopbaan was Horesj onder andere in Noorwegen werkzaam als trainer. Op 1 maart 1960 werd Horesj door eredivisionist VVV benoemd als nieuwe trainer, op advies van zijn voorganger Willy Kment na diens aanstelling als bondscoach van Noorwegen. Horesj was aanvankelijk zeer succesvol. In het seizoen 1960/61 eindigde VVV als derde in de Eredivisie. Tot op heden is dit de hoogste klassering van de Venlose club ooit. Desondanks kwam de Oostenrijker in conflict met de clubleiding. Horesj was zeer ontstemd over de verkoop van Herman Teeuwen aan Eindhoven en nam medio september 1961 ontslag. Hij keerde nadien terug naar zijn vaderland, waar hij eveneens als trainer aan de slag ging. Daar overleed hij in 1974 op 50-jarige leeftijd.

### Spelerstatistieken
| Seizoen        | Club              | Competitie     | Competitie | Competitie | Beker | Beker | Totaal | Totaal |
| Seizoen        | Club              | Competitie     | Wed.       | Dlp.       | Wed.  | Dlp.  | Wed.   | Dlp.   |
| -------------- | ----------------- | -------------- | ---------- | ---------- | ----- | ----- | ------ | ------ |
| 1950/51        | 1. Simmeringer SC | Staatsliga B   | 21         | 0          | –     | –     | 21     | 0      |
| 1951/52        | 1. Simmeringer SC | Staatsliga A   | 6          | 0          | –     | –     | 6      | 0      |
| Carrièretotaal | Carrièretotaal    | Carrièretotaal | 27         | 0          | 0     | 0     | 27     | 0      |